# Vicente Arnoriaga Nagore
Vicente Arnoriaga Nagore (Pamplona, 14 de abril de 1931 - Palma de Mallorca, 2 de enero de 2010) fue un escultor y pintor español. Desarrolló su carrera principalmente en Venezuela y España, destacando por su participación en exposiciones nacionales e internacionales, así como por la creación de esculturas de gran formato. Sus obras se inscriben dentro del expresionismo abstracto y es conocido por series escultóricas como las "Gordas".

## Trayectoria artística

### Inicios en Venezuela
Vicente Arnoriaga comenzó su formación artística en Venezuela, donde ingreso en la Escuela de Artes Plásticas de Caracas. Entre 1951 y 1957, tras estudiar en la Escuela de Artes Plásticas de Caracas desarrolló sus primeros trabajos. Es en este período donde el artista comenzó a explorar diferentes técnicas y a definir su estilo.

### Influencia de Italia
En 1959, Arnoriaga se trasladó a Italia para continuar su desarrollo artístico. En Roma, perfeccionó su técnica en la Academia de Bellas Artes y el Instituto de Arte de Roma. Durante esta etapa, el escultor y pintor consolidó su estilo caracterizado principalmente por el expresionismo abstracto, una corriente artística que se centra en la expresión de emociones a través de formas y colores no figurativos.

### Exilio y Residencia en España
Tras años en Venezuela e Italia, Arnoriaga pasó sus últimos años en España, viviendo en ciudades como San Sebastian y Palma de Mallorca, donde falleció en 2010. Fue en este período donde su obra alcanzó una mayor madurez, y críticos como Alirio Rodíguez, José Luis Fernández del Amo y Antonio Manuel Campoy destacaron diversos aspectos de su estilo. El crítico Alirio Rodríguez fue uno de los que más influyó en el estilo de Arnoriaga. Según Alirio, Arnoriaga percibía la pintura de una manera profunda y reflexiva, más conectada con un mito interior que con la acción externa.  Alirio consideraba que Arnoriaga descomponía la figura para expresar un lenguaje humano lleno de matices emocionales, en lugar de centrarse en una representación figurativa explícita. José Luis Fernández del Amo: fue un arquitecto y crítico del arte español. Observó que si el ser humano hubiera sido capaz de comprender a fondo el significado existencial del arte de su tiempo, habría podido captar el mensaje oculto en las obras de Vicente Arnoraiga. Finalmente, Antonio Manuel Campoy, en el análisis que realizó sobre la exposición de Arnoriaga en la Galería el Bosco, destacó que se trataba de un notable pintor dentro de la línea expresionista. Se baso en el porque consideraba que Arnoriaga exploraba los problemas de la vida moderna sin que el tema absorbiera los valores plásticos puros de la pintura. Describió su materia como rica, en ocasiones con una apariencia mineralizada, resuelta en texturas abstractas, donde se diseñaban formas de seres que aún no se podían definir con claridad.

## Obra

### Escultura
Vicente Arnoriaga Nagore es conocido principalmente en la escultura, donde desarrollo un estilo expresionista y humanista. La mayoría de sus esculturas son de tamaño pequeño y representan emociones intensas muchas veces con algo de ironía. Uno de los temas más importantes que Arnoriaga trabajó en sus esculturas es el ser humano.  A través de estas figuras el autor quiso mostrar sentimientos como la angustia o el sufrimiento. Uno de los ejemplos más destacados es su obra "Mis gordas y las amigas de mis gordas" represento mujeres de cuerpos llamativos tratando de transmitir un mensaje sobre la belleza y la aceptación social. Para hacer estas esculturas Arnoriaga trabajo principalmente con la terracota y el bronce. La terracota al ser un tipo de arcilla, le permitía moldear sus figuras con gran detalle mientras que el bronce hacía que ciertas esculturas fueran mas resistentes y duraderas.

El hombre y su angustia.

El hombre y su angustia: es una obra hecha en terracota y con una medida de 35 cm. Formó parte de la colección particular de Vicente Rivas, un reconocido coleccionista venezolano. Esta obra fue parte de un  A través de esta obra Arnoriaga explora la angustia y la lucha interna del ser humano, utilizando formas distorsionadas que transmiten sentimientos de desesperación. Es por ello, que la escultura invita a reflexionar sobre el dolor y la lucha del ser humano.
Mujer acostada: es una obra realizada en terracota en 1978 y tiene una altura de 43 cm. Esta escultura muestra la forma femenina de una manera abstracta viéndose así la influencia del expresionismo. Utilizando materiales como terracota o bronce, Arnoriaga logra dar vida a la figura. La obra invita a reflexionar al espectador sobre temas como la sensualidad así como la vulnerabilidad de la figura femenina.

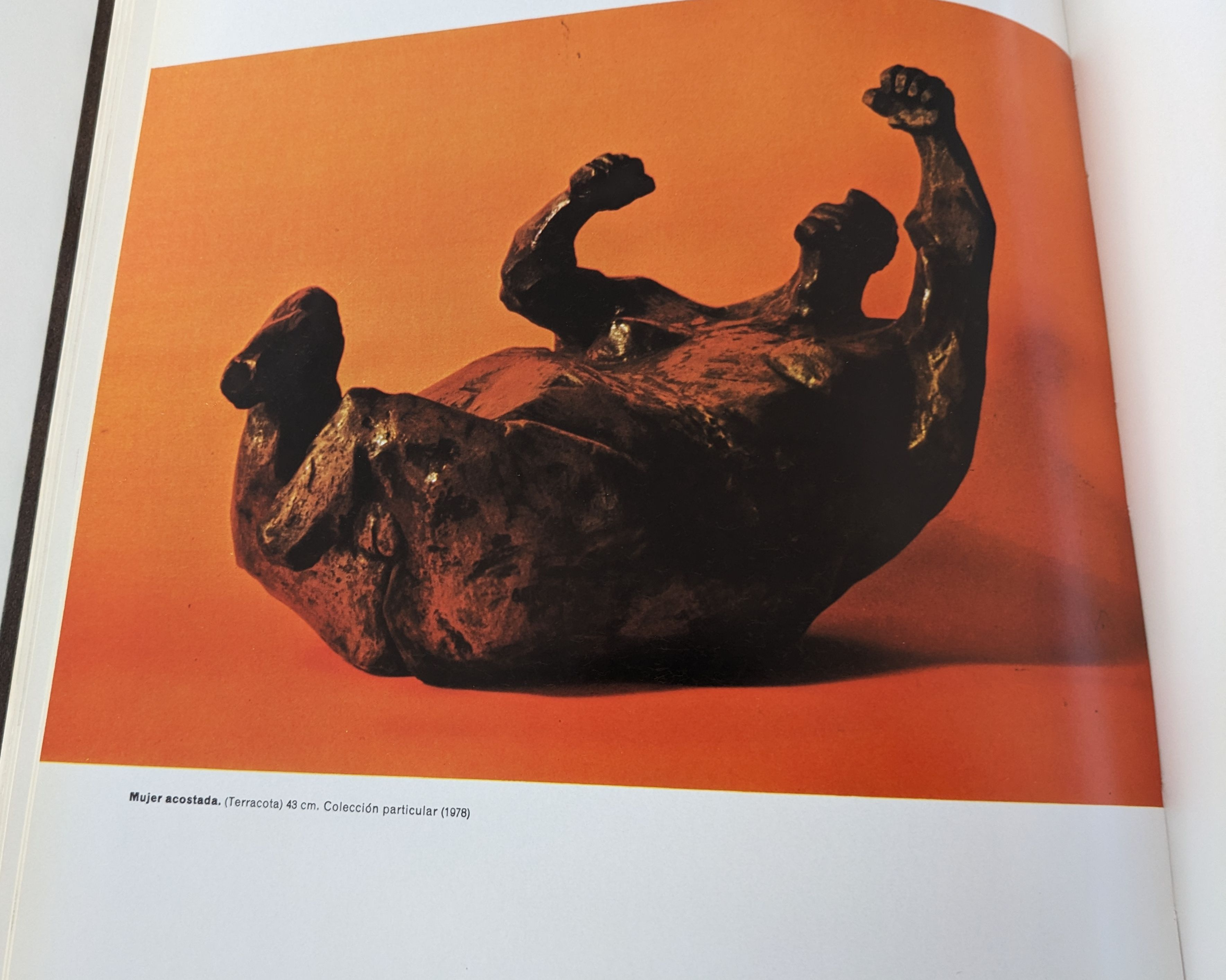
Mujer acostada.

### Pintura
Arnoriaga también fue un gran pintor lo que le llevo a desarrollar un estilo dentro del expresionismo abstracto. En muchos de sus cuadros se pueden apreciar los sentimientos humanos a través de colores intensos y formas abstractas. En su pintura trabajó temas como la angustia y la soledad. Un aspecto muy importante de su pintura es el movimiento y la expresividad. Sus cuadros eran caracterizados por no tener formas claras ni estar definidas. Respecto a sus materiales, Arnoriaga pintaba principalmente con óleo sobre lienzo lo que le permitía conseguir colores muy vivos. Usaba mucha pintura y hacia pinceladas fuertes y rápidas dándole a sus obras un aspecto intenso y expresivo.

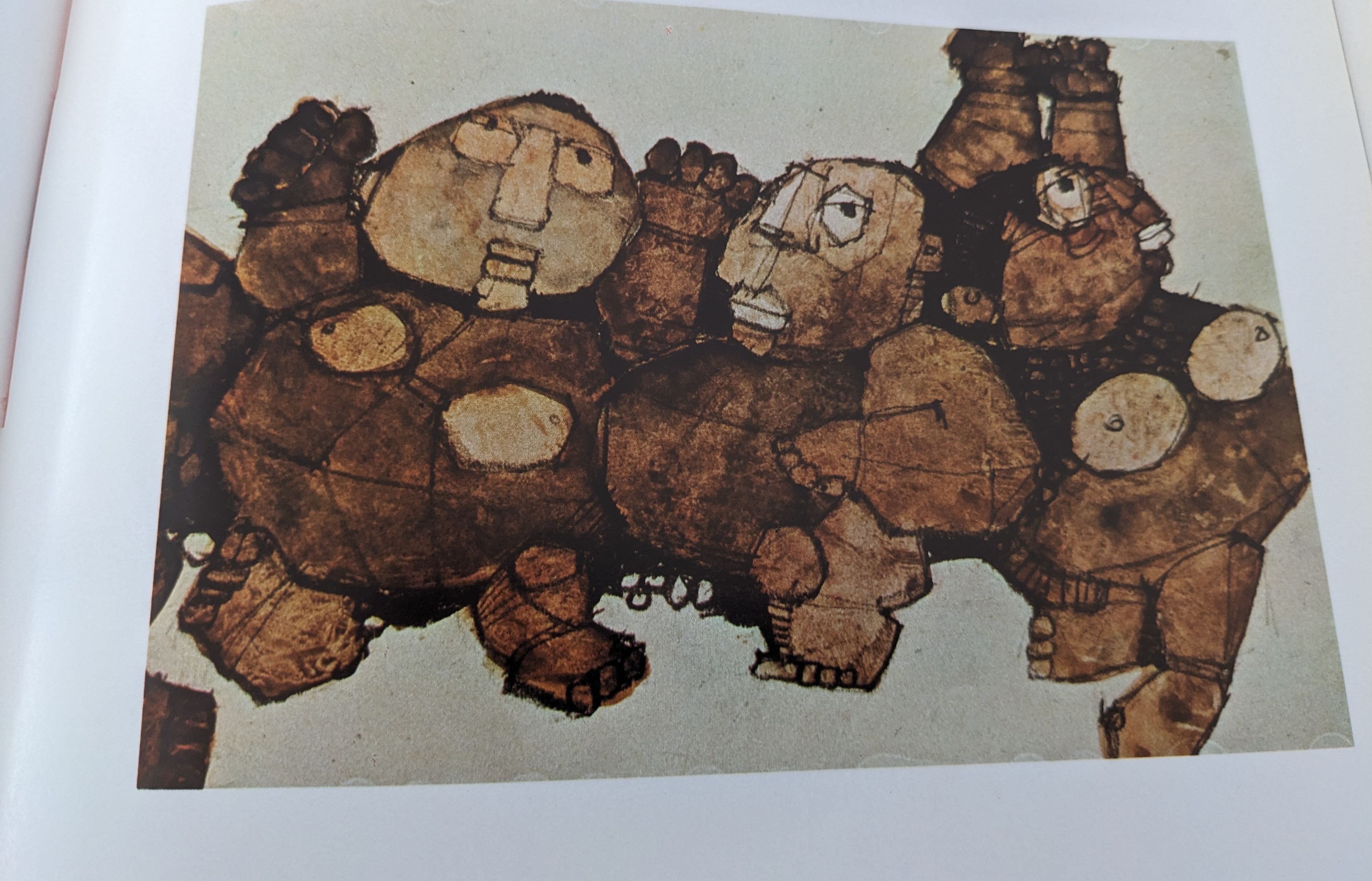
La ruptura de los Inconformes. Parte I

La ruptura de los Inconformes. Parte I: es una obra realizada por Arnoriaga en 1979. Mide 30 x 40 cm y forma parte de la colección de don Reinaldo Rivas. En este obra Arnoriaga muestra la lucha constante a la que están sometidos los personajes utilizando para ello colores vibrantes y formas abstractas. Es un obra que invita a reflexionar al espectador sobre su lugar en el mundo.

## Premios y exposiciones destacadas
1961:
Exposición en la Galería Mendoza en Caracas.
1962:
Participación en el Salón Oficial de Arte Venezolano en Caracas.
Exposición en el Salón Arturo Michelena en Valencia
Participación en la Exposición Nacional de Grabado y Dibujo en la Universidad Central de Venezuela
Exposición en el Salón D' Empaire en Maracaibo
Obtención del Primer Premio en el Salón D' Empaire
Premio de Dibujo en el Salón Arturo Michelena
1963:
Participación en el Salón Oficial de Arte Venezolano en Caracas
Exposición en la Exposición Nacional de Grabado y Dibujo en la Universidad Central de Venezuela
Participación en el Salón de Arturo Michelena
Exposición en el Salón D' Empaire en Maracaibo
Participación en el Salón Julio T. Arce en Barquisimeto
Obtención del Premio Edmundo Monsanto en Barquisimeto
1964:
Exposición en la Galería El Muro en Caracas
Participación en el Círculo de Bellas Artes en Maracaibo
Participación en el Salón Oficial de Arte Venezolano en Caracas
Participación en el Primer Salón de Jóvenes Artistas en el Museo de Bellas Artes de Caracas
Exposición en el Salón D' Empaire en Maracaibo
Participación en la Exposición Nacional de Grabado y Dibujo en la Universidad Central de Venezuela
1965:
Exposición en la Galería El Bosco en Madrid
Exposición en la Galería "La Palette Bleue" en París
Participación en el Primer Gran Premio de Pintura Vasca
1967:
Exposición en la Galería Gamma en Caracas
Participación en el Salón Oficial de Arte Venezolano en Caracas
Participación en el Salón Michelena en Caracas
1968:
Exposición en las Salas Municipales de Arte de San Sebastián
Participación en el IV Gran Premio de Pintura Vasca
1969:
Realización del Monumento al Txistulari en Itziar
1973:
Exposición en el Salón Plaza en Caracas
1977:
Exposición en la Galería El Muro en Caracas
1979:
Exposición en la Galería El Muro en Caracas
1981:
Mención de Honor en el Salón "Reverón" en Caracas
1982:
Exposición en el Centro de Arte "Euro - Americano" en Caracas
1983:
Exposición en la Galería "Viva Mexico" en Caracas
1985:
Exposición en la Galería "Torres Begué" en Madrid
1986:
Participación en Arco 86 en Madrid
1987:
Exposición en la Caja de Gipuzkoa
1991:
Exposición en la Caja de Ahorros Municipal de Pamplona  